# Kill Me Baby
Kill Me Baby (яп. キルミーベイベー Киру Ми: Бэйбэ:, Убей меня, детка) — японская манга-ёнкома, автором и иллюстратором которой является Кадухо. Манга начала выпускаться издательством Houbunsha в журнале Manga Time Kirara Carat с июля 2008 года. На основе сюжета манги студией J.C. Staff был выпущен аниме-сериал, который транслировался в Японии по телеканалу TBS с 5 января по 29 марта 2012 года. Всего выпущено 13 серий аниме.

## Сюжет
Соня хоть и выглядит, как самая обычная девочка, является профессиональным наёмным убийцей и скрывает это от всех. Несмотря на предупреждения держаться от неё подальше, Ясуна Орибэ решает стать новой подружкой Самой обычной девочки. Вскоре к ним присоединяется таинственная куноити из той же организации, что и Самая обычная девочка. Теперь Ясуне предстоит распрощаться со спокойной жизнью в школе и... остаться в живых.

## Список персонажей
Соня (яп. ソーニャ)
Сэйю: Муцуми Тамура
Профессиональный киллер из другой страны, посещает старшую школу. Предпочитает холодное оружие. Постоянно находится начеку, и когда Ясуна застаёт её врасплох или хочет подшутить над ней, Соня нападает на неё и сильно ранит. При этом, сильно боится тараканов, призраков, диких животных и собак (даже домашних).
Ясуна Орибэ (яп. 折部 やすな)
Сэйю: Тинацу Акасаки
Одноклассница Сони. Весёлая, дружелюбная и крайне безалаберная девушка. Относится к Соне, как к лучшей подруге, несмотря на протесты последней. Постоянно вытворяет различные глупости, и в результате получает взбучку от Сони.
Агири Госики (яп. 呉織 あぎり)
Сэйю: Ай Такабэ
Девушка-ниндзя из той же организации, что и Соня. Её отправили учиться в школу, где учатся Соня и Ясуна, для выполнения задания. Любит подзаработать на стороне, пытаясь продать различные «ниндзюцу», сомнительного происхождения и эффективности.
Девочка без имени (яп. 没キャラ Боцу-кяра)
Сэйю: Риэ Кугимия
Рыжеволосая девочка с зелёными глазами, она должна была стать одной из главных героинь, но Ясуна отвергла её, ссылаясь на неподходящие черты характера. С тех пор она поклялась отомстить Ясуне и Соне.

## Манга
Манга-ёнкома начала выпускаться в июле 2008 года в журнале Manga Time Kirara Carat после того, как в предыдущем выпуске журнала был опубликован короткий прототип манги. Издательство Houbunsha опубликовало первый сборник манги 27 января 2009 года, последний пятый том был опубликован 27 марта 2013 года.

## Аниме
На основе сюжета манги студией J.C. Staff был выпущен аниме-сериал, который транслировался в Японии по телеканалу TBS с 5 января по 29 марта 2012 года. Открывающая и закрывающая музыкальные композиции:
- "Kill Me, Baby!" (яп. キルミーのベイベー！ Киру ми Бэйбэ) исполняют: Мацуми Тамура и Тинацу Акасаки
- "The True Secrets of the Pair's Feelings" (яп. ふたりのきもちのほんとのひみつ Футари но Кимоти но Хонто но Химицу) исполняют: Мацуми Тамура и Тинацу Акасаки

В аниме всех незначительных персонажей озвучивают Тё и Сатоми Араи.

## Список серий аниме
| 01 | Dogs, Ninjas and Cherry Blossoms «Inu o Shinobi te Sakura Saku» (いぬをしのびてさくらさく)                        | 5 января, 2012   |
| Ясуна Орибэ получила много травм из-за одноклассницы и наёмной убийцы Сони. Когда собака заходит в классную комнату, обе пытаются придумать способ, как избавиться от неё. Позже Ясуна встречает Агири, самопровозглашённую ниндзя, которая пытается продать некоторые из своих ниндзюцу.                                                                            | |                  |
| 02 | Nunchuks, Bears and Balloons «Waza Nunchaku de Kuma Fuusen» (わざぬんちゃくでくまふうせん)                        | 12 января, 2012  |
| Ясуна безуспешно пытается научиться орудовать нунчаками, пока они вместе с Соней не сталкиваются со сбежавшем медведем. На следующий день маленькая девочка заставляет Соню и Ясуну играть с ней. | |                  |
| 03 | Espers, Curses, Rainy Days and Sumo «Esupa Noroeba Ame Sumō» (えすぱのろえばあめすもう)                           | 19 января, 2012  |
| Ясуна пытается научиться владеть психическими способностями и управлять проклятьем вуду и выбирает местное мероприятие, чтобы вызвать дождливый день. Позже маленькая рыжая девочка пытается отомстить Соне и Ясуне. | |                  |
| 04 | Ice, Watermelons, Yoga and Assassins «Aisuru Suika Yoga Shikaku» (あいするすいかよがしかく)                       | 26 января, 2012  |
| В жаркий летний день Ясуна и Соня покупают мороженое и после этого становятся одержимыми идеей найти палку для мороженого с призовым номером. На следующий день они отправляются на пляж и пытаются разбить арбуз. Позже Соню преследует другой наёмный убийца, но его останавливает Агири. На следующий день много убийц преследуют Соню, замаскировавшись под неё. | |                  |
| 05 | Bugs, Festivals, The Sea and Puppets «Mushi o Matsuri te Umi Ningyō» (むしをまつりてうみにんぎょう)               | 2 февраля, 2012  |
| Соню начинают преследовать пчёлы. Позже Ясуна и Соня идут на фестиваль, чтобы посетить все киоски. Ещё позже они заключают сделку с собакой и оказываются посреди моря. | |                  |
| 06 | Navel, Devices, Teru teru bozu and Ice «Heso Karakuri de Teru Gōri» (へそからくりでてるごおり)                    | 9 февраля, 2012  |
| Лето заканчивается. Ясуна и Соня посещают дом Агири, наполненный скрытыми механизмами. | |                  |
| 07 | Culture, Juggling and Cavalry Battle «Bunka Otedama de Kibasen» (ぶんかおてだまできばせん)                        | 16 февраля, 2012 |
| Ясуна работает над проектом предстоящего фестиваля культуры. На спортивном празднике девушки соревнуются между собой. | |                  |
| 08 | Traps, Instruments and Stabbing «Hamari Kanaderi Tsukisasari» (はまりかなでりつきささり)                          | 23 февраля, 2012 |
| При попытке разыграть Соню, Ясуна застряла головой в мусорном ведре. Позже Соня пробует играть на различных музыкальных инструментах. | |                  |
| 09 | Fishing, Tsuchinokos, Forgotten Things and Twigs «Tsuri Tsuchinoko shi Wasure Eda» (つりつちのこしわすれえだ)     | 1 марта, 2012    |
| Когда Ясуна и Соня хотят найти свои вещи, они решают помочь друг другу. Во время поиска легендарного Цутиноко, главные героини сталкиваются со врагом. | |                  |
| 10 | Santa, Icicles and Snowmen «Santa Tsurara te Yukidarumu» (さんたつららてゆきだるむ)                               | 8 марта, 2012    |
| Снег падает, Ясуна веселится, но Соне всё равно. На следующий день Ясуна простудилась, но всё равно решила идти в школу. | |                  |
| 11 | Baths, Kites, Mochi and The First Dream of The Year «Furo Tako Mochi te Hatsuyume shi» (ふろたこもちてはつゆめし) | 15 марта, 2012   |
| Перед новым годом Ясуна решает научить Соню делать Моти. После нескольких попыток запустить воздушных змеев, Ясуна и Соня решают пойти в баню. | |                  |
| 12 | Chocolate, Dreams and Wounds «Choko ga Nemuke te Kega Shippu» (ちょこがねむけて けがしっぷ)                       | 22 марта, 2012   |
| Ясуна начинает интересоваться бинтами и забинтовывает себя, полагая, что так она будет защищена он новых ранений. | |                  |
| 13 | Kill, Me and Baby «Kiru ga Mī shite Beibe suru» (きるがみーしてべいべする)                                        | 29 марта, 2012   |
| Не зная, когда у Сони день рождения, Ясуна и Агири решают устроить в честь этого вечеринку. | |                  |